# Tyknæbbet dværgryle
Tyknæbbet dværgryle (Calidris pusilla) er en vadefugl, der yngler i det nordlige Nordamerika og overvintrer i Syd- og Mellemamerika. Den er set nogle få gange i Danmark.